# Parc des larmes
Le parc des larmes (estonien : Pisarate park) est un parc de Tartu en Estonie,.

## Présentation
Le parc des larmes est construit près de l'intersection des rues Turu tänav et Rebase tänav à Tartu pour commémorer les déportations soviétiques depuis l'Estonie.
Le parc a été nommé parc des larmes en 2003 à l'initiative de l'Union estonienne du souvenir, du fonds commémoratif Ristideta Hauad et du Parti estonien de la liberté Põllumeeste Kogu (et).
Le cheminement de milliers d'Estoniens vers la Sibérie a commencé par l'ancienne voie ferrée qui s'y trouvait.
Pour commémorer les déportations massives, une pierre commémorative a été installée dans le parc, portant une inscription indiquant que c'est à cet endroit que les déportations massives du 14 juin 1941 et aussi de 1947 et 1949 ont commencé.
Ces dernières années, le parc a commémoré les victimes de la déportation de juin en déposant des fleurs sur la pierre commémorative le 14 juin.